# Theunissen (Südafrika)
Theunissen ist eine Stadt in der südafrikanischen Provinz Freistaat. Sie ist Sitz der Lokalgemeinde Masilonyana im Distrikt Lejweleputswa.

## Geographie
Theunissen hatte im Jahr 2011 laut Volkszählung 1549 Einwohner, das unmittelbar südlich gelegene Township Masilo 21.963 Einwohner. Theunissen liegt südlich der Goldfelder des Freistaates. Die Umgebung ist relativ flach.

## Geschichte
Der örtliche Kommandeur im Zweiten Burenkrieg, Helgaardt Theunissen, gründete die Stadt im Jahr 1907 an einem Bahnknotenpunkt.
2018 wurden 955 Bergleute in der „Beatrix-Mine“, in der Gold geschürft wird, nach einem Stromausfall über 24 Stunden unter Tage eingeschlossen.

## Wirtschaft und Verkehr
Theunissen ist ein landwirtschaftliches Zentrum. Die Stadt hat den einzigen Weinbaubetrieb der Provinz. In der Beatrix Mine wird Gold gefördert. Sie wird von Sibanye-Stillwater betrieben.
Der Ort liegt an der Fernstraße R30, die Theunissen unter anderem mit Brandfort und Bloemfontein im Süden und Welkom im Norden verbindet, und der R708, die ostwärts Richtung Winburg führt. Theunissen liegt an der Bahnstrecke Johannesburg–Bloemfontein und wird im Güterverkehr bedient. Eine Stichstrecke führt nach Winburg.

## Persönlichkeiten
- Neville Lederle (1938–2019), Automobilrennfahrer, geboren in Theunissen